# Absu
Absu foi uma banda de black metal dos Estados Unidos da América que surgiu em 1989. O Absu surgiu como uma banda de death metal e com o passar dos anos assumiu uma postura black metal e thrash metal, incluindo elementos de folk e celta (e posteriormente, elementos de jazz fusion, progressive rock e música psicodélica) com a banda rotulando a si mesma como "Mythological Occult Metal". As temas líricos abordam esoterismo, incluindo temas de mitos e lendas dos celtas, sumérios e mesopotâmicos, alquimia, numerologia, magia e feitiçaria.
Fez uma turnê no Brasil em novembro e 2012, turnê esta muito aguardada pelo público brasileiro devido ao cancelamento dos shows que aconteceriam em março do mesmo ano e foram adiados para novembro devido a problemas com os vistos da banda. Em 27 de janeiro de 2020, Absu anunciou em sua página oficial do Facebook que a banda está encerrando as atividades.

## Integrantes
Atuais
- Proscriptor McGovern (Russley Reell Givens) – bateria & percussão, vocal, mellotron, letras, arranjos (1992–presente)
- Ezezu (Paul Williamson) – baixo, vocal (2008–presente)
- Vis Crom (Matt Moore) – guitarra (2009–presente)

Anteriores
- Aethyris McKay (Shey Mckay) – guitarra, sintetizador (2007–2010)
- Zawicizuz (Geoffrey Sawicky) – guitarra, teclado e backing vocal (2007–2009)
- Vastator Terrarum  – guitarra e backing vocal (2007)
- Shaftiel (Mike Kelly) – guitarra e vocal (1991–2003)
- Equitant Ifernain (Ray Heflin) – guitarra, baixo (1991–2002)
- Kashshapxu (Rad Davis) – guitarra (2001–2003)
- Daviel Athron Mystica (Dave Ward) – guitarra (1992–1993)
- Black Massith (Brian Artwick) – teclado, sintetizador, sequenciamento (1992–1993)
- Mezzadurus (Chris Gamble) – vocal, baixo (1995–2002; membro de estúdio/shows)
- Gary Lindholm – guitarra (1990–1992)
- Daniel Benbow – bateria (1990–1992)

## Discografia
| - Barathrum: V.I.T.R.I.O.L. (1993) - The Sun of Tiphareth (1995) - The Third Storm of Cythraul (1997) - Tara (2001) - Absu (2009) - Abzu (2011) - Apsu (2015) - Return of the Ancients (1991) - Immortal Sorcery (1991) - Infinite and Profane Thrones (1992) - Pagan Ritual (Promo Tape 1993) (1993) | - The Temples of Offal (1992) - ...And Shineth Unto the Cold Cometh... (1995) - In the Eyes of Ioldánach (1998) - L'Attaque Du Tyran: Toulouse, Le 28 Avril 1997 (2007) - Split with Demonical (2007) - Speed N' Spikes No. 2 (com Rumpelstiltskin Grinder, 2008) - Split with Infernal Stronghold (2011) - Telepaths Within Nin-Edin (2015) - In the Visions of Ioldánach (vídeo, 2000) - Mythological Occult Metal: 1991–2001 (coletânea, 2005) - "Hall of the Masters" (single digital, 2012) |